# المكاتب العربية

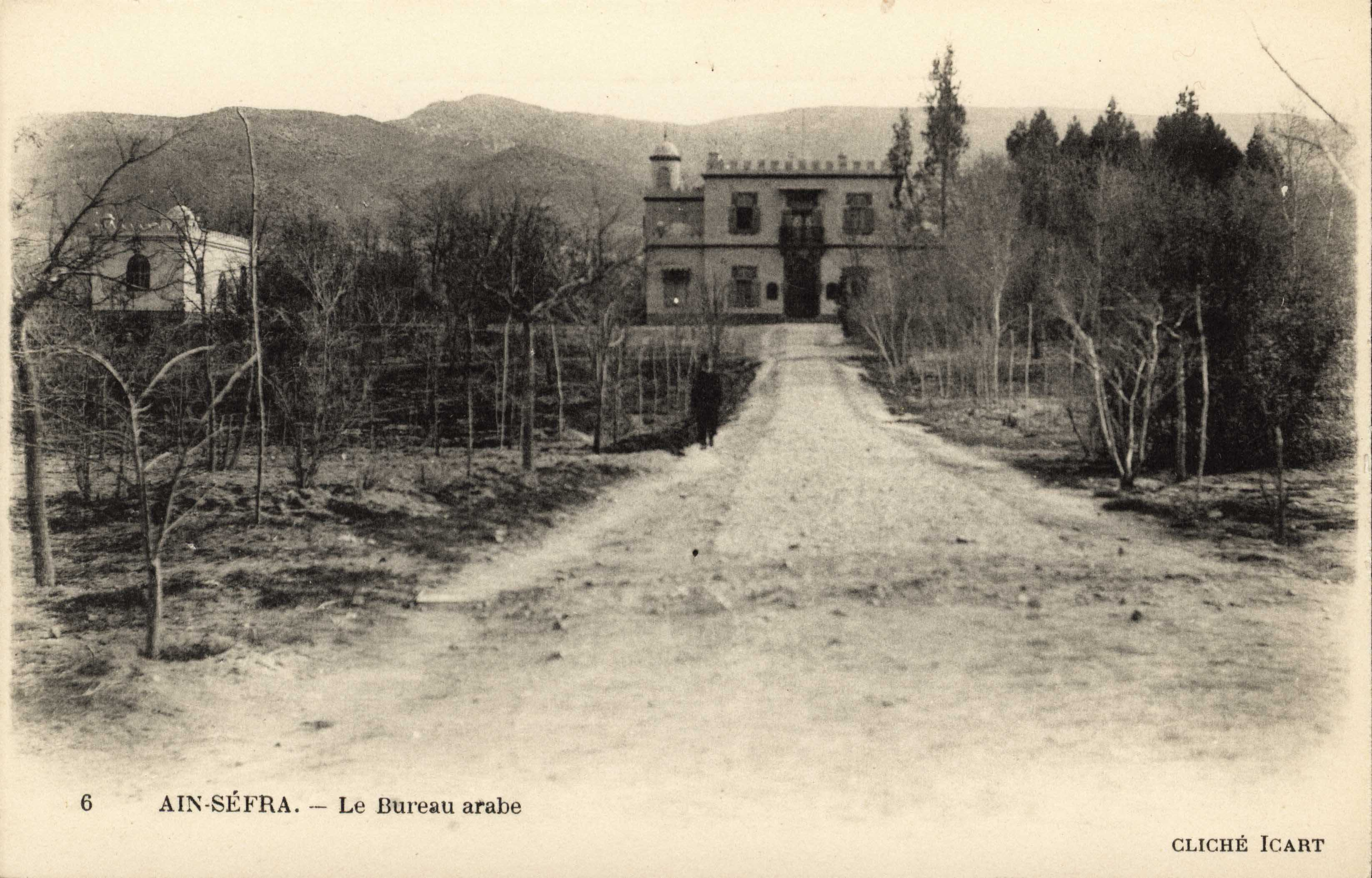
مكتب العرب في عين صفرة خلال العقد 1910 – لمحة تاريخية من الجزائر

المكاتب العربية عبارة عن هياكل إدارية أنشأتها فرنسا بعد غزو الجزائر عام 1830 ثم في جميع أنحاء المغرب الكبير. وكان الهدف من إنشائها عام 1844 هو جمع المعلومات الاستخبارية وتحديد سياسة محلية بهدف توطيد أركان الاحتلال وتمكين الاستعمار من التغلغل واستغلال الاراضي المحتلة.

## التأسيس
لم يكن لدى الفرنسيين معرفة كبيرة بالبلد الذي احتلوه وسكانه. كانت معرفتهم باللغة والدين والثقافة محدودة للغاية، على الرغم من أنهم اضطروا إلى العيش مع السكان بشكل يومي. وقد أدى ذلك إلى ظهور فكرة المكاتب العربية لإدارة وتدجين السكان الأصليين.
في عام 1833، أجرى النقيب جوشو دي لاموريسيير تجربة أولية في مقاطعة الجزائر العاصمة. وفي عام 1844، تم تحديد تنظيم المكاتب العربية بموجب مرسوم وزاري. ومنذ ذلك الحين، كانت هذه المكاتب بمثابة أداة السلطات العسكرية الفرنسية للتحكم واضطهاد السكان الأصليين. وكان على الضباط العاملين في هذه المكاتب أن يقدموا المعلومات عن السكان وافكارهم، وأن يوفروا ما يلزم لإدارة القبائل، وأن يضمنوا دفع الضرائب، وأن يسهلوا أخذ الأراضي للاستعمار، وأن يضمنوا النظام العام وإقامة المحاكم.

## الهيكلة
كانت هيكلة المكاتب العربية كالتالي: ”مديرية مركزية“، و”مكاتب الأقسام“ (مكاتب المقاطعات)، و”مكاتب الدرجة الأولى“ (مكاتب الأقسام الفرعية) و”مكاتب الدرجة الثانية“ (مكاتب الدوائر).
وعلى جميع المستويات، كانت هذه المكاتب تابعة للسلطة العسكرية. في عام 1870، كان هناك ما يقرب من 50 مكتبًا مع سكرتير عربي أو ”خواجه“ وسكرتير فرنسي ومترجم فوري وضباط وغالبًا طبيب. وكان يتم توفير الأمن بواسطة فصيلة من السباهية. كان العاملون في المكاتب العربية يتمتعون بسلطة واسعة، جعلتهم عادة يقومون بتجاوزات في حق السكان العرب. وكان بعض الضباط يمارسون سياسة ترهيبة دكتاتورية، بمعنى أنهم كانوا وحدهم من يملكون سلطة إنشاء السرايا وإدارتها.
تطورت مهام المكاتب العربية. في البداية، كان هدفها في البداية تسهيل التسلل من خلال الاستخبارات. وكان الاتصال بالسكان وفهم سياستهم أمرًا ضروريًا لاستعمار البلاد. ثم كان الأمر يتعلق بإدارة البلاد التي تركتها الإدارة العثمانية إلى حد كبير للقبائل المحلية.
وفي المكاتب العربية، عمل ما بين 150 و200 ضابط كقضاة وجباة ضرائب. واعتبر قلة منهم أن مهمتهم حضارية وأن هدفهم هو تحقيق التقدم والتحرر للسكان الأصليين. ونتيجة لذلك، كان بعض ضباط المكاتب العربية يدافعون في أحيانا عن مصالحهم في تسيير شؤون السكان الأصليين ضد الأعداد المتزايدة من الأوروبيين الذين كانوا يستقرون في الجزائر.
وغالباً ما كانت مسألة الأرض هي أساس الخلافات. وحوالي عام 1845، جرت محاولات لتوطين البدو الرحل على مساحة متزايدة من الأرض. وقد حرمت سياسة الكانتونات هذه الجزائريين من أفضل الأراضي، التي استحوذ عليها الأوروبيون المعمرون بعد ذلك بموافقة ”مجلس القناعة“ ثم ”لجنة المعاملات“.

## في ظل الامبراطورية الثانية
استمرت المعارضة المتزايدة بين المكاتب العربية والمستعمرين حتى الإمبراطورية الفرنسية الثانية. وبالفعل، ففي حين أكد دستور الجمهورية الثانية أن ”الجزائر جزء لا يتجزأ من فرنسا“، أصبح نابليون الثالث يعتبر نفسه رسول ”الأمة العربية“ التي كان مركزها دمشق والتي كانت تهدف إلى إقامة ثقل موازن للسلطة العثمانية.
وقد أضعفت هذه السياسة ثقة السكان الأوروبيين المحتلين في المكاتب العربية التي كانت ترمز إلى سياسة نابليون الثالث التي وصلت إلى حد القول: ”يجب أن نحصر الأوروبيين وليس السكان الأصليين“.

## في ظل النظام الجمهوري
كان سقوط الإمبراطورية الثانية أثناء حرب 1870 إيذاناً بنهاية السياسة العربية: فقد تم التخلي تدريجياً عن المكاتب العربية. أما في إدارة الأراضي، فقد أعيد العمل بسياسة حصر المسلمين (الجزائريين). ومع ذلك، أعيد إحياء المكاتب العربية في بداية حرب التحرير الجزائرية عام 1955، ولكن هذه المرة تحت اسم القسم الإداري الخاص (SAS). كما استخدمت الخبرة التي اكتسبتها المكاتب العربية في الجزائر استخداماً جيداً في ”الشؤون المحلية“ في المغرب وتونس المحتلتين.

## مؤلفات
- كلود كولو، مؤسسات الجزائر خلال الحقبة الاستعمارية: 1830-1962، باريس/ الجزائر، منشورات المركز الوطني للبحث العلمي ومكتب المنشورات الجامعية، 1987، 343 صفحة. (ISBN 2-222-222-03957-6)
- جاك فريمو، البيروقراطية العربية في الجزائر بعد الفتح، باريس، دنويل، منشورات ”فرنسا الاستعمارية“، 1993، 306 صفحة. (isbn 978-2-207-207-24120-2).